# Lo sparviero di Fort Niagara
Lo sparviero di Fort Niagara (Battles of Chief Pontiac) è un film del 1952 diretto da Felix E. Feist.
È un film drammatico a sfondo western e storico statunitense ambientato alla fine del XVIII secolo nel contesto dei conflitti tra i nativi della zona di Ottawa, guidati dal capo indiano Pontiac, e gli inglesi. Vede come interpreti principali Lex Barker, Helen Westcott e Lon Chaney Jr..

## Produzione
Il film, diretto da Felix E. Feist su una sceneggiatura di Jack DeWitt, fu prodotto da Irving Starr e Jack Broder (quest'ultimo non accreditato) per la Jack Broder Productions e girato a Rapid City, Dakota del Sud, dal 23 luglio all'inizio di agosto 1952.

## Distribuzione
Il film fu distribuito con il titolo Battles of Chief Pontiac negli Stati Uniti dall'8 dicembre dalla Realart Pictures.
Altre distribuzioni:
- in Danimarca il 12 marzo 1956 (Kampen om fortet)
- in Portogallo il 28 maggio 1956 (Forte Niagara)
- in Svezia il 26 novembre 1956 (Pontiacs sista strid)
- in Grecia (Peripolos thanatou)
- in Italia (Lo sparviero di Fort Niagara)

## Critica
Secondo il Morandini il film è un "prodotto di basso costo, robusto e modesto" che percorre quella corrente cinematografica filo indiana che si era persa alla fine del periodo del muto.